# Списак осуђених за ратне злочине током Другог светског рата у Југославији
За колону страна је наведена припадност или повезаност са окупаторском државом, марионетским режимом, квислиншком формацијом, односно југословенском владом.
| Име                         | Страна                               | Година суђења | Пресуда                             | Напомена          |
| --------------------------- | ------------------------------------ | ------------- | ----------------------------------- | ----------------- |
| Ајановић, Јунуз             | Независна Држава Хрватска            | 1945.         | смрт                                |                   |
| Аксентијевић, Александар    | Југословенска војска у отаџбини      | 1945.         | 10 година робије                    |                   |
| Алајбеговић, Мехмед         | Независна Држава Хрватска            | 1947.         | смрт                                |                   |
| Антић, Милан                | Краљевина Југославија                | 1949.         | 15 година робије                    | поништена пресуда |
| Артуковић, Андрија          | Независна Држава Хрватска            | 1986.         | смрт, преиначено у доживотни затвор |                   |
| Бећаревић, Бошко            | Влада народног спаса                 | 1949.         | смрт                                |                   |
| Богданов, Асен              | Краљевина Бугарска                   |               | смрт                                |                   |
| Бојић, Георгије             | Југословенска војска у отаџбини      | 1946.         | смрт                                |                   |
| Будак, Миле                 | Независна Држава Хрватска            | 1945.         | смрт                                |                   |
| Вигњевић, Иван              | Независна Држава Хрватска            | 1945.         | смрт                                |                   |
| Визјак, Милко               | Словеначко домобранство              | 1946.         | 20 година робије                    |                   |
| Виловић, Ђуро               | Југословенска војска у отаџбини      | 1946.         | 7 година затвора                    |                   |
| Врањешевић, Славољуб        | Југословенска војска у отаџбини      | 1946.         | 20 година робије                    |                   |
| Вујковић, Светозар          | Влада народног спаса                 |               | смрт                                |                   |
| Гавриловић, Милан           | Краљевина Југославија                | 1946.         | 15 година робије (у одсуству)       |                   |
| Гашпаревић, Бранко          | Влада народног спаса                 | 1945.         | смрт                                |                   |
| Глишић, Милош               | Југословенска војска у отаџбини      | 1946.         | смрт                                |                   |
| Граси, Јожеф                | Краљевина Мађарска                   |               | смрт                                |                   |
| Грегорић, Данило            | Влада народног спаса                 | 1949.         | 18 година робије                    |                   |
| Грегурић, Мирко             | Независна Држава Хрватска            | 1945.         | смрт                                |                   |
| Груић, Ђуро                 | Независна Држава Хрватска            | 1945.         | смрт                                |                   |
| Губарев, Никола             | Влада народног спаса                 |               | смрт                                |                   |
| Гутић, Виктор               | Независна Држава Хрватска            | 1947.         | смрт                                |                   |
| Дангић, Јездимир            | Југословенска војска у отаџбини      | 1947.         | смрт                                |                   |
| Данкелман, Хајнрих          | Нацистичка Немачка                   |               | смрт                                |                   |
| Дејак, Ласло                | Краљевина Мађарска                   |               | смрт                                |                   |
| Динић, Танасије             | Влада народног спаса                 | 1946.         | смрт                                |                   |
| Докић, Ђура                 | Влада народног спаса                 | 1946.         | смрт                                |                   |
| Долежил, Стјепан            | Независна Држава Хрватска            | 1945.         | смрт                                |                   |
| Ђуровић, Ђура               | Југословенска војска у отаџбини      | 1945.         | 20 година робије                    |                   |
| Живковић, Петар             | Краљевина Југославија                | 1946.         | смрт (у одсуству)                   |                   |
| Жујовић, Младен             | Југословенска војска у отаџбини      | 1946.         | смрт (у одсуству)                   |                   |
| Зелди, Мартон               | Краљевина Мађарска                   |               | смрт                                |                   |
| Илић, Влада                 | Влада народног спаса                 | 1945.         | 10 година робије                    | поништена пресуда |
| Јанковић, Момчило           | Влада народног спаса                 | 1944.         | смрт                                | поништена пресуда |
| Јовановић, Драгомир         | Влада народног спаса                 | 1946.         | смрт                                |                   |
| Јовановић, Слободан         | Владе Краљевине Југославије у егзилу | 1946.         | 20 година робије (у одсуству)       | поништена пресуда |
| Јонић, Велибор              | Влада народног спаса                 | 1946.         | смрт                                |                   |
| Кавран, Божидар             | Независна Држава Хрватска            | 1948.         | смрт                                |                   |
| Каше, Зигфрид               | Нацистичка Немачка                   |               | смрт                                |                   |
| Кватерник, Славко           | Независна Држава Хрватска            | 1947.         | смрт                                |                   |
| Кесеровић, Драгутин         | Југословенска војска у отаџбини      | 1945.         | смрт                                |                   |
| Киблер, Јозеф               | Нацистичка Немачка                   |               | смрт                                |                   |
| Кисел, Георг                | Нацистичка Немачка                   |               | смрт                                |                   |
| Кнежевић, Живан             | Владе Краљевине Југославије у егзилу | 1946.         | 20 година робије (у одсуству)       | поништена пресуда |
| Кнежевић, Радоје            | Владе Краљевине Југославије у егзилу | 1946.         | 10 година робије (у одсуству)       |                   |
| Кошак, Владимир             | Независна Држава Хрватска            | 1947.         | смрт                                |                   |
| Крен, Владимир              | Независна Држава Хрватска            |               | смрт                                |                   |
| Куленовић, Осман            | Независна Држава Хрватска            | 1947.         | смрт                                |                   |
| Кумануди, Коста             | Краљевина Југославија                | 1946.         | 18 мјесеци робије                   |                   |
| Лакса, Владимир             | Независна Држава Хрватска            | 1945.         | смрт                                |                   |
| Лер, Александар             | Нацистичка Немачка                   |               | смрт                                |                   |
| Лисак, Ерих                 | Независна Држава Хрватска            | 1946.         | смрт                                |                   |
| Лончар, Адалберт            | Нацистичка Немачка                   |               | смрт                                |                   |
| Лукачевић, Војислав         | Југословенска војска у отаџбини      | 1945.         | смрт                                |                   |
| Лукић, Михајло              | Независна Држава Хрватска            |               | 10 година затвора                   |                   |
| Мајетић, Богдан             | Независна Држава Хрватска            |               | смрт                                |                   |
| Мајснер, Аугуст             | Нацистичка Немачка                   |               | смрт                                |                   |
| Максимов, Гермоген          | Независна Држава Хрватска            | 1945.         | смрт                                |                   |
| Мандић, Никола              | Независна Држава Хрватска            | 1945.         | смрт                                |                   |
| Марковић Штедимлија, Савић  | Независна Држава Хрватска            |               | 8 година затвора                    |                   |
| Марковић, Лазар             | Југословенска војска у отаџбини      | 1946.         | 6 година робије                     |                   |
| Метикош, Владимир           | Независна Држава Хрватска            | 1945.         | смрт                                |                   |
| Мешић, Адемага              | Независна Држава Хрватска            | 1945.         | доживотни затвор                    |                   |
| Мијушковић, Јован           | Влада народног спаса                 |               | смрт                                |                   |
| Милош, Љубо                 | Независна Држава Хрватска            | 1948.         | смрт                                |                   |
| Михаиловић, Драгољуб        | Југословенска војска у отаџбини      | 1946.         | смрт                                | поништена пресуда |
| Мољевић, Стеван             | Југословенска војска у отаџбини      | 1946.         | 20 година затвора                   |                   |
| Мортиђија, Тијас            | Независна Држава Хрватска            |               | смрт                                |                   |
| Мошков, Анте                | Независна Држава Хрватска            | 1948.         | смрт                                |                   |
| Мулалић, Мустафа            | Југословенска војска у отаџбини      |               | 5 година затвора                    |                   |
| Мушицки, Коста              | Влада народног спаса                 | 1946.         | смрт                                |                   |
| Навратил, Мирослав          | Независна Држава Хрватска            | 1947.         | смрт                                |                   |
| Најдхолд, Фриц              | Нацистичка Немачка                   |               | смрт                                |                   |
| Нардели, Антун              | Независна Држава Хрватска            |               | смрт                                |                   |
| Нинчић, Момчило             | Владе Краљевине Југославије у егзилу | 1946.         | 8 година затвора (у одсуству)       | поништена пресуда |
| Нојбахер, Херман            | Нацистичка Немачка                   |               |                                     |                   |
| Нојхаузен, Франц            | Нацистичка Немачка                   |               | 20 година затвора                   |                   |
| Павловић, Бошко             | Влада народног спаса                 | 1946.         | смрт                                |                   |
| Перовић, Иво                | Краљевина Југославија                | 1949.         | 11 година затвора                   |                   |
| Перчевић, Иван              | Независна Држава Хрватска            | 1947.         | смрт                                |                   |
| Петерлин, Ернест            | Словеначко домобранство              |               | смрт                                |                   |
| Пребег, Виктор Иван         | Независна Држава Хрватска            | 1945.         | смрт                                |                   |
| Пурић, Божидар              | Владе Краљевине Југославије у егзилу | 1946.         | 16 година затвора (у одсуству)      |                   |
| Радић, Радослав             | Југословенска војска у отаџбини      | 1946.         | смрт                                |                   |
| Радовић, Новица             | Краљевина Црна Гора                  |               | смрт                                |                   |
| Резенер, Ервин              | Нацистичка Немачка                   | 1946.         | смрт                                |                   |
| Рожман, Грегориј            | Словеначко домобранство              | 1946.         | 18 година (у одсуству)              |                   |
| Рукавина, Јурај             | Независна Држава Хрватска            | 1945.         | смрт                                |                   |
| Рупник, Леон                | Словеначко домобранство              | 1946.         | смрт                                |                   |
| Сабљак, Адолф               | Независна Држава Хрватска            | 1945.         | смрт                                |                   |
| Серваци, Вјекослав          | Независна Држава Хрватска            | 1945.         | смрт                                |                   |
| Сертић, Томислав            | Независна Држава Хрватска            | 1945.         | смрт                                |                   |
| Сомбатхељ, Ференц           | Краљевина Мађарска                   |               | смрт                                |                   |
| Станковић, Раденко          | Краљевина Југославија                | 1949.         | 12 година затвора                   | поништена пресуда |
| Степинац, Алојзије          | Независна Држава Хрватска            | 1946.         |                                     |                   |
| Стефановић, Светислав       | Влада народног спаса                 | 1944.         | смрт                                |                   |
| Топаловић, Живко            | Југословенска војска у отаџбини      | 1946.         | 20 година затвора (у одсуству)      |                   |
| Тривунац, Милош             | Влада народног спаса                 | 1944.         | смрт                                |                   |
| Турнер, Харалд              | Нацистичка Немачка                   |               | смрт                                |                   |
| Филиповић, Мирослав         | Независна Држава Хрватска            | 1945.         | смрт                                |                   |
| Фортнер, Јохан              | Нацистичка Немачка                   |               |                                     |                   |
| Фотић, Константин           | Владе Краљевине Југославије у егзилу | 1946.         | 20 година затвора (у одсуству)      |                   |
| Хацин, Ловро                | Словеначко домобранство              | 1946.         | смрт                                |                   |
| Хаџиахметовић, Аћиф         | Бали Комбетар                        |               | смрт                                |                   |
| Хелм, Ханс                  | Нацистичка Немачка                   |               | смрт                                |                   |
| Хромић, Мухамед             | Независна Држава Хрватска            | 1945.         | смрт                                |                   |
| Цанки, Павао                | Независна Држава Хрватска            |               | смрт                                |                   |
| Цинцар-Марковић, Александар | Краљевина Југославија                |               | смрт                                |                   |
| Џал, Фрањо                  | Независна Држава Хрватска            | 1945.         | смрт                                |                   |
| Шакић, Динко                | Независна Држава Хрватска            | 1998.         | 20 година затвора                   |                   |
| Шмитхубер, Аугуст           | Нацистичка Немачка                   | 1947.         | смрт                                |                   |
| Шолц, Јосип                 | Независна Држава Хрватска            | 1945.         | смрт                                |                   |
| Шпилер, Јурај               | Нацистичка Немачка                   | 1948.         | смрт                                |                   |
| Штајнфл, Никола             | Независна Држава Хрватска            | 1945.         | смрт                                |                   |
| Штанцер, Славко             | Независна Држава Хрватска            | 1945.         | смрт                                |                   |